# My Lucky Day
"My Lucky Day" je pjesma Brucea Springsteena objavljena na njegovu albumu Working on a Dream iz 2009. 27. siječnja 2009. postala je dostupna za besplatni download kao dio sadržaja za igru Guitar Hero World Tour zajedno s "Born to Run" u sklopu Bruce Springsteen Packa.

## Vanjske poveznice
- Stihovi "My Lucky Day"  Arhivirana inačica izvorne stranice od 27. veljače 2009. (Wayback Machine) na službenoj stranici Brucea Springsteena